# Trézilidé
Trézilidé (en bretó Trezilide) és un municipi francès, situat a la regió de Bretanya, al departament de Finisterre. L'any 2006 tenia 267 habitants.

## Demografia
| 1962                                       | 1968 | 1975 | 1982 | 1990 | 1999 |
| ------------------------------------------ | ---- | ---- | ---- | ---- | ---- |
| 308                                        | 272  | 262  | 213  | 214  | 224  |
| Des de 1962: població sense dobles comptes |      |      |      |      |      |

## Administració
| Període   | Identitat         | Partit |
| --------- | ----------------- | ------ |
| 2001-2008 | Michel Morvan     |        |
| 2008-     | Danielle Philippe |        |